# Luka Milivojević
Luka Milivojević (Kragujevac, Yugoslavia, 7 de abril de 1991) es un futbolista serbio que juega como centrocampista en el Al-Nasr S. C. de la UAE Pro League.

## Carrera

### Estrella Roja de Belgrado
Milivojević fichó por el Estrella Roja de Belgrado el 19 de diciembre de 2011. El 17 de noviembre de 2012, Milivojević anotó un gol impresionante contra el Partizan.

### Anderlecht
El 26 de julio de 2013, Milivojević firmó un contrato de cinco años con el Anderlecht. El 1 de septiembre de 2014 se anunció que Milivojević se había ido a préstamo al Olympiacos.

### Olympiacos
El 4 de junio de 2015, el Anderlecht confirmó que había llegado a un acuerdo con el Olympiacos para el traspaso definitivo de Luka Milivojević.

## Clubes
| Club                      | País       | Año       |
| ------------------------- | ---------- | --------- |
| F. K. Radnički Kragujevac | Serbia     | 2007-2008 |
| F. K. Rad                 | Serbia     | 2008-2012 |
| Estrella Roja de Belgrado | Serbia     | 2012-2013 |
| R. S. C. Anderlecht       | Bélgica    | 2013-2014 |
| Olympiacos F. C.          | Grecia     | 2014-2017 |
| Crystal Palace F. C.      | Inglaterra | 2017-2023 |
| Shabab Al-Ahli Club       | EAU        | 2023-2025 |
| Al-Nasr S. C.             | EAU        | 2025-     |

## Palmarés

### Títulos nacionales
| Título                                    | Club                      | País    | Año     |
| ----------------------------------------- | ------------------------- | ------- | ------- |
| Copa de Serbia                            | Estrella Roja de Belgrado | Serbia  | 2011-12 |
| Pro League                                | R. S. C. Anderlecht       | Bélgica | 2013-14 |
| Supercopa de Bélgica                      | R. S. C. Anderlecht       | Bélgica | 2014    |
| Superliga de Grecia                       | Olympiacos F. C.          | Grecia  | 2014-15 |
| Copa de Grecia                            | Olympiacos F. C.          | Grecia  | 2014-15 |
| Superliga de Grecia                       | Olympiacos F. C.          | Grecia  | 2015-16 |
| Supercopa de los Emiratos Árabes Unidos   | Shabab Al-Ahli Club       | EAU     | 2024    |
| UAE Pro League                            | Shabab Al-Ahli Club       | EAU     | 2024-25 |
| Copa Presidente de Emiratos Árabes Unidos | Shabab Al-Ahli Club       | EAU     | 2024-25 |